# Какко
За певеца на Sonata Arctica вижте Тони Како.
Какко (на английски: kakko) е музикален перкусионен инструмент от групата на мембранофонните инструменти. Произхожда от Китай, но е най-характерен е за японската придворна музика гагаку, където функцията му е да поддържа ритъма. По тази причина изпълнителят на какко е считан за лидер на целия ансамбъл.
Инструментът има цилиндричен корпус с дължина около 30 cm и диаметър около 15 cm. Различава се от обикновения японски барабан тайко по начина, по който са опънати кожите от двете страни на корпуса — те първо са опънати върху метални обръчи с диаметър около 22 cm, които от своя страна са прикрепени към корпуса на инструмента, като са стегнато привързани един за друг с шнурове, наречени oshirabe. В това отношение какко прилича на инструментите шиме-дайко и цузуми.
Какко обикновено стои полегнал на поставки, така че и от двете му страни едновременно да се свири с палките bachi от твърда дървесина и с накрайници във формата на луковица. Инструментът обикновено е богато украсен.